# Alfredo Cuscinà
Alfredo Cuscinà (Messina, 30 novembre 1881 – Roma, 30 marzo 1955) è stato un compositore italiano.

## Biografia
Si diplomò al conservatorio di Palermo nel 1904. Rivolse la sua attenzione al melodramma e nel 1908 scrisse l'opera Regina, che non fu mai rappresentata essendo andato smarrito lo spartito nel terremoto di Messina del 1908. Nel 1911 Cuscinà vedeva un suo melodramma Radda ricevere ottime accoglienze al teatro Mastroieni di Messina. 
Trasferitosi a Milano viene convinto dall'editore Sonzogno a scrivere operetta. Nel 1914 esordisce con successo nel genere con Venere.
La vergine rossa va in scena al Teatro Reinach di Parma il 19 settembre 1921 ed ha la prima al Teatro La Fenice di Venezia il 4 aprile 1922.
Fiore di Siviglia va in scena al Teatro Reinach di Parma il 30 settembre 1922.
Musicalmente agguerrito diede il meglio di sé ne Il Ventaglio (1923), ma soprattutto nelle due operette toscane Stenterello (1927) e Calandrino (1929).
Al Teatro Reinach di Parma Il trillo del diavolo va in scena il 21 febbraio 1929, Miss Italia il 19 ottobre successivo e Stenterello l'8 novembre 1930.

## Principali operette
- La vergine rossa (3 atti, libretto di E. Reggio, Teatro Mastroieni di Messina) (30 luglio 1919)
- Fior di Siviglia (3 atti, libretto di E. Reggio, Torino, Teatro Balbo) (11 marzo 1922);
- Stenterello (3 atti, libretto di Ferdinando Paolieri e Luigi Bonelli, Teatro Eliseo di Roma) (30 luglio 1927)
- Miss Italia (3 atti, libretto di C. Lombardo e G. Zorzi, Teatro Lirico di Milano, 11 novembre 1927)
- Il trillo del diavolo (3 atti, libretto di Lanocita e C. Lombardo, Teatro Lirico di Milano, 2 maggio 1928)
- La moglie di Calandrino (3 atti, libretto di Luigi Bonelli, Teatro Balbo di Torino) (3 dicembre 1929)